# 循步棋
循步棋（Mana），是Claude Leroy在1987年推出的雙人棋類。

## 棋具
- 棋盤為6*6棋格，格子有三類，標有縱橫線交叉的符號，表示數字一到三。

- 各方具有Damyo一枚，Ronin五枚，共兩種、各六枚的棋子，以兩色區分敵我。

## 規則

### 基本規則
- 遊戲分為兩階段：
  - 放子：輪流下子一枚在最近的兩橫行的棋格。直到雙方手中無棋子時，進行下一階段。
  - 移子：除先手方第一手外，玩家需根據上一手敵方移至棋位上的數字，以縱橫向移動在同數字的棋位的己棋至空棋位或敵方棋位，移動格數需正好符合該數字，中間不得有子抵擋也不得重複經過，中途可轉彎。
    - 走吃：若移至敵棋處，則將該敵棋移出遊戲。
- 不能移子時，該玩家有兩種選擇：
  - 放置一枚被吃的敵棋在同數字的空棋位。
  - 移動一枚其他棋位的己棋，移動格數改根據該棋的棋位，其餘走法仍相同。

- 先俘虜敵方Damyo為勝[1] 。

## 外部連結
- 遊戲介紹 （页面存档备份，存于）
- 實戰棋譜